# Río Kovda
El río Kovda (del ruso: Ковда); en finés: Koutajoki es un río ruso que nace en el  lago Topozero, discurre por la parte meridional de la península de Kola y, tras atravesar varios lagos, acaba desaguando en el golfo de Kandalakcha, en el mar Blanco. Administrativamente, el río atraviesa el óblast de Múrmansk y la  república de Carelia de la Federación de Rusia. Tiene una longitud de 233 km y drena una cuenca de 26.100 km², similar a países como Ruanda y Macedonia del Norte.
El río atraviesa en su discurrir una cadena de lagos, de los que es sucesivamente principal tributario y después emisario único, cambiando de nombre según los tramos. Los más importantes son los siguientes (nótese que en ruso, «lago» se dice ozero (озеро), un caso claro de tautopónimos):
- lago Topozero, con 968 km², donde nace nominalmente;
- lago Piaozero, con 659 km², que linda con el parque nacional Paanajärvi, situado al oeste, entre la frontera con Finlandia y el lago. El tramo entre el Topozero y el Piaozero, de 4 km, se llama río Sofyanga (Пяозером);
- lago Sokolozero; el tramo entre el Piaozero y el Sokolozero, de 12 km, se llama río Qom;
- lago Rouvozero;
- lago Kovdozero, con 608 km², que se extiende a pocos kilómetros aguas arriba de la desembocadura del río. Este último lago forma de hecho parte del embalse que ha provocado la construcción de la presa Kniajegoubskaïa en su salida del lago, lo que ha hecho que su superficie se haya incrementado considerablemente.

En el río se han construido tres centrales hidroeléctricas, que forman los correspondientes embalses de Kuma (1.910 km², considerando incluidos en él los lagos Topozero y Piaozero), Iovskaya (294  km²) y el embalse de Kovdozero (en la central ya citada de Knyazhegubskaya, con 608 km², que corresponde con el antiguo lago Kovdozero).
- Datos: Q638497
- Multimedia: Kovda River / Q638497